# IK Skovbakken
Idrætsklubben Skovbakken is een Deense sportclub uit Aarhus. De club is op 23 april 1927 opgericht.
De vereniging telt twaalf sportafdelingen; atletiek, badminton, basketbal, gymnastiek, handbal, nordic walking, squash, tennis, trampolinespringen, voetbal, volleybal en zwemmen.

## Voetbal
De mannen van de voetbalafdeling spelen hun thuiswedstrijden in het Vejlbystadion, ook het thuisstadion van VIK Fodbolds.
De vrouwenvoetbalafdeling van Skovbakken speelt in de hoogste divisie van het Deense vrouwenvoetbal (de Elitedivisionen). De Nationale beker werd in 2009 voor het eerst gewonnen, in 2003, 2006 en 2010 waren ze verliezend finalist in dit toernooi.

## Bakken Bears
Bakken Bears is de naam van de in 1962 afgesplitste professionele basketbalvereniging. Dit team won negen keer de landstitel en werd zes keer bekerwinnaar.
- Landskampioen

1997, 1999, 2000, 2001, 2004, 2005, 2007, 2008, 2009
- Bekerwinnaar

1999, 2000, 2003, 2004, 2006, 2008